# 末松佳子
末松 佳子（すえまつ よしこ、1982年2月14日 - ）は、日本のフリースタイルカヌー選手。PADDLETRIP KAYAK SCHOOL（パドルトリップカヤックスクール）代表。

## 来歴
岐阜県郡上市出身。郡上市立八幡西中学校、県立郡上高校を経て至学館大学健康科学部健康スポーツ科学科卒。
高校時代はバレーボール部に所属。大学を卒業後、地元郡上でラフティングガイドの仕事をはじめリバーカヤックに出会う。
2009年、初出場した日本カヌーフリースタイル選手権大会で3位となり、日本代表権を獲得。同年、ICFカヌーフリースタイル世界選手権スイス大会出場に出場した。
2014年にはフランスとスペインで開催されたICFカヌーフリースタイルワールドカップ女子スクォートの部で優勝している。